# Prodiaphania regina
Prodiaphania regina là một loài ruồi trong họ Tachinidae.